# Wahl des deutschen Bundespräsidenten 1954
- KPD: 10
- SPD: 347
- BHE: 61
- SSW: 1
- BP: 15
- CDU/CSU: 430
- DZP: 14
- FDP: 112
- HB: 9
- DP: 16
- Unabh.: 2
- DKP-DRP: 1

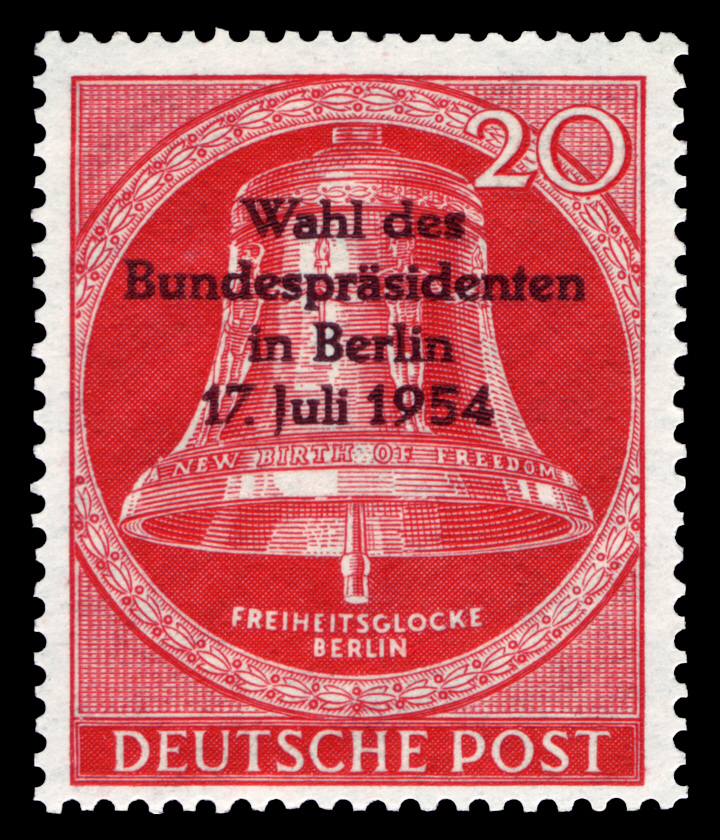
Berliner Sonderbriefmarke zur Wahl

Bei der Wahl des deutschen Bundespräsidenten 1954 am 17. Juli 1954 wurde Bundespräsident Theodor Heuss durch die Bundesversammlung mit dem höchsten Ergebnis, das je ein Kandidat erzielte, im ersten Wahlgang im Amt wiedergewählt. Heuss erhielt 871 Stimmen, was 85,6 % der 1018 Mitglieder der Bundesversammlung und 88,2 % der 987 abgegebenen Stimmen entspricht. 
Der KPD-Abgeordnete Max Reimann sorgte für einen Eklat, als er unter Verstoß gegen Artikel 54 Grundgesetz („Der Bundespräsident wird ohne Aussprache von der Bundesversammlung gewählt“) das Wort ergriff und die Wahl von Heuss als „ein Unglück für das deutsche Volk“ bezeichnete. Bundestagspräsident Hermann Ehlers erteilte zwei Ordnungsrufe.
Während die erste Wahl des deutschen Bundespräsidenten 1949 in Bonn stattgefunden hatte, trat die Bundesversammlung seit 1954 in West-Berlin zusammen, und zwar in der Ostpreußenhalle auf dem Messegelände. Nach dem Volksaufstand des 17. Juni 1953 in Ost-Berlin und der DDR hielt man es für angebracht, im Hinblick auf die Berlin-Frage Bindungen zwischen West-Berlin und dem Bund zu betonen und zu vertiefen. Dagegen wurden damals weder von den Westmächten noch von der Sowjetunion Bedenken oder Einwände erhoben. Diese protestierte erstmals 1959: Die Wahl des Staatsoberhauptes der Bundesrepublik Deutschland in der nicht zu ihr gehörenden Stadt Berlin verstoße gegen deren Viermächtestatus. Nach dem Viermächteabkommen über Berlin 1971/72 tagte die Bundesversammlung bis zur Wiedervereinigung Deutschlands wieder in Bonn, und zwar in der Beethovenhalle.
Seit der Bundesversammlung von 1954 wählten auch die Mitglieder der Bundesversammlung aus Berlin, die 1949 noch nicht stimmberechtigt gewesen waren, den Bundespräsidenten mit. Hingegen hatten die Berliner Abgeordneten im Deutschen Bundestag, die bis zur Wiedervereinigung auch nicht direkt gewählt, sondern vom Berliner Abgeordnetenhaus in den Bundestag entsandt wurden, kein Stimmrecht.

## Bundesversammlung
Die Bundesversammlung wurde gemäß § 8 BPräsWahlG von dem Präsidenten des Bundestages, Hermann Ehlers, geleitet.
Nach Art. 54 Abs. 5 GG ist gewählt, wer im ersten oder zweiten Wahlgang „die Stimmen der Mehrheit der Mitglieder der Bundesversammlung erhält“. 1954 waren hierzu 510 Stimmen notwendig. In dem weiteren 3. Wahlgang ist der Kandidat mit den meisten Stimmen gewählt. In der Bundesversammlung verfügten CDU/CSU mit 430 und FDP mit 112 Sitzen über insgesamt 542 Sitze und damit über eine deutliche absolute Mehrheit. Angesichts dessen verzichtete die SPD mit ihren 347 Sitzen auf einen eigenen Wahlvorschlag, um stattdessen Heuss zu unterstützen, der sich in den fünf Jahren seiner ersten Amtszeit überparteilich Respekt erworben hatte. Einziger Gegenkandidat war Alfred Weber, den die KPD ohne seine Einwilligung vorschlug und der ihren zwölf Sitzen entsprechend zwölf Stimmen erhielt. Weber teilte später mit, dass er die KPD in der Bundesversammlung weder aufgefordert noch ermächtigt habe, ihn vorzuschlagen, und dass er sich entschieden gegen diesen Missbrauch seines Namens verwahre.
Sechs weitere Personen erhielten je eine Stimme. Die Bekanntgabe ihrer Namen wurde von der Bundesversammlung mit Heiterkeit aufgenommen. Als jedoch der Name des damals noch in Haft befindlichen Kriegsverbrechers Karl Dönitz fiel, ertönten Pfui-Rufe.
Nach diesen Vorgängen wurde für die nächste Bundespräsidentenwahl durch das Gesetz über die Wahl des Bundespräsidenten durch die Bundesversammlung vom 25. April 1959 eine Beschränkung der Wahl auf zugelassene Wahlvorschläge eingeführt, denen die schriftliche Zustimmungserklärung des Vorgeschlagenen beizufügen ist.
| Partei                         | Partei | Mitglieder | Mitglieder | Mitglieder |
| Partei                         | Partei | Bund       | Länder     | gesamt     |
| ------------------------------ | ------ | ---------- | ---------- | ---------- |
| CDU/CSU                        |        | 250        | 180        | 430        |
| SPD                            |        | 162        | 185        | 347        |
| FDP                            |        | 52         | 60         | 112        |
| GB/BHE                         |        | 28         | 33         | 61         |
| DP                             |        | 15         | 1          | 16         |
| BP                             |        | –          | 15         | 15         |
| Zentrum                        |        | 2          | 12         | 14         |
| KPD                            |        | –          | 10         | 10         |
| Nationale Rechte               |        | –          | 1          | 1          |
| SSW                            |        | –          | 1          | 1          |
| Hamburg-Block                  |        | –          | 9          | 9          |
| Unabhängige oder Fraktionslose |        | –          | 2          | 2          |
| Gesamt                         | Gesamt | 1018       | 509        | 509        |

## Ergebnis
| Wahlgang                                                      | Kandidat                          | Stimmenzahl | Anteil | Partei | Partei    | Unterstützer                  |
| ------------------------------------------------------------- | --------------------------------- | ----------- | ------ | ------ | --------- | ----------------------------- |
| 1. Wahlgang                                                   | Theodor Heuss                     | 871         | 85,6 % |        | FDP       | CDU/CSU, SPD, FDP, GB/BHE, DP |
| 1. Wahlgang                                                   | Alfred Weber                      | 12          | 1,2 %  |        | SPD       | KPD                           |
| 1. Wahlgang                                                   | Konrad Adenauer                   | 1           | 0,1 %  |        | CDU       | -                             |
| 1. Wahlgang                                                   | Karl Dönitz                       | 1           | 0,1 %  |        | parteilos | -                             |
| 1. Wahlgang                                                   | Louis Ferdinand Prinz von Preußen | 1           | 0,1 %  |        | parteilos | -                             |
| 1. Wahlgang                                                   | Marie-Elisabeth Lüders            | 1           | 0,1 %  |        | FDP       | -                             |
| 1. Wahlgang                                                   | Ernst-August von Hannover         | 1           | 0,1 %  |        | parteilos | -                             |
| 1. Wahlgang                                                   | Franz-Josef Wuermeling            | 1           | 0,1 %  |        | CDU       | -                             |
| 1. Wahlgang                                                   | Enthaltungen                      | 95          | 9,3 %  |        |           |                               |
| 1. Wahlgang                                                   | Ungültige Stimmen                 | 3           | 0,3 %  |        |           |                               |
| 1. Wahlgang                                                   | Nicht abgegebene Stimmen          | 31          | 3,0 %  |        |           |                               |
| Damit war Theodor Heuss wieder zum Bundespräsidenten gewählt. |                                   |             |        |        |           |                               |